# Houdini
Houdini（フーディニ）は、3DCGソフトウェアの一つ。カナダ・トロントのSide Effects Software社によって開発・販売されている。もともとはPRISMSというソフトの改変によって開発された。Houdini Apprenticeと呼ばれるバージョンは、非商用であれば無料でダウンロードし使用できる。

## 概要
Houdiniは他の統合型3DCGソフトウェアと比較して破壊的モデリング機能が劣るものの、高度な各種物理現象のシミュレーション機能があるため映画やテレビCMのVFX制作で多用されている。また、高度なプロシージャルモデリングが可能であり、ゲーム業界でも普及が進んでいる。
キャラクターアニメーション周りも筋肉シミュレーションや群集シミュレーションなどの高度な機能を搭載している。

## オペレータ（演算子）
Houdiniのプロシージャルな性質は、そのオペレータ (演算子) 群に見られる。一般的にデジタルアセットはオペレータ（またはOP) のシーケンスを接続することで構築される。このプロシージャル性には以下のようないくつかの利点が存在する: 他のパッケージに比べて比較的とても少ないステップで高精細の幾何学的な、又は有機的なオブジェクトを構築可能、非線形な開発を可能にし促進させる、新しいオペレータが既存のオペレータに基づいて作成可能であり、他のパッケージでカスタマイズのために良く使われている非プロシージャルなスクリプト作成の柔軟な代替物となる。Houdiniはこのプロシージャルなパラダイムをテクスチャ、シェーダ、パーティクル、「チャンネルデータ」（アニメーション駆動用データ）、レンダリング、コンポジットの至る所に使用している。
Houdiniのオペレータベースの構造は幾つかの主要なグループに分かれている：
- OBJ – 変形情報を渡すノード (伝統的にSOPも含まれている)
- SOP – Surface Operators – プロシージャルモデリング向け。
- POP – Particle Operators – パーティクル・システムの操作に使われる。
- CHOP – Channel Operators – プロシージャルアニメーション及びオーディオ操作向け。
- COP – Composite Operators – 映像のコンポジットを行うのに使われる。
- DOP – Dynamic Operators – 流体、クロス、剛体の相互作用などの動的シミュレーション向け。
- SHOP – Shading Operator – 幾つかの異なるレンダラーの多数の異なるシェーディング型の表現向け。
- ROP – Render Operators – 異なるレンダーパス及びレンダー依存関係を表現するネットワークの構築向け。
- VOP – VEX operators – 高度に最適化されたSIMDアーキテクチャーを使用して上記の型のノードを構築すること向け。
- TOP - Task Operators[4]
- LOP - Lighting Operators - キャラクター、小道具、照明、レンダリングを記述するUniversal Scene Descriptionの生成向け。

## レンダラー
レンダラーには独自レンダラーのMantra及びKarmaが搭載されている。

### Mantra
Mantraはレイトレースレンダリングとマイクロポリゴンレンダリングの両方のレンダリング手法に対応したレンダラーであった。Houdini 18以降は大きな開発が終了しており、今後はバグ修正のみ行われる予定。
シェーディングモデルは物理ベースシェーディングと非物理ベースシェーディングの両方に対応していた。
Mantraは以下のサードパーティー製レンダラーとの間に一部の互換性が存在する:
- mental ray - mental rayの記述ファイル形式 .mi からOTL形式への変換を行うためのmidsがHoudiniに付属している[7]。
- RenderMan互換レンダラー - RenderMan互換レンダラーで使われているシーン形式 RIB の読み込みに対応[8]。
  - RenderMan - RenderManのシェーダーバイナリ形式 .slo からOTL形式へと変換を行うためのslo2otl.py (旧rmands) がHoudiniに付属している[9][10]。
  - 3Delight - 3Delightのシェーダーバイナリ形式 .sdl からOTL形式へと変換を行うためのsdl2otl.pyがHoudiniに付属している[10]。

### Karma
KarmaはSideFX Solarisで使うことができる新たなパストレースレンダラーである。CPUのみのCPU版とCPU/GPUハイブリッドのXPU版がある。XPU版は一部未対応な機能が存在する。

### Houdini GL
Houdini GLはSideFX Solarisで使うことができるOpenGLベースのリアルタイムレンダラーである。

### 外部レンダラー
その他、Houdiniでは内部レンダラーのMantra及びKarmaだけでなく、以下の外部レンダラーを使用することもできる。
現行
- RenderMan (RenderMan for Houdini、RfH)
- Arnold (Arnold for Houdini、HtoA)
- Octane Render（英語版） (OctaneRender for Houdini)
- Redshift

ベータ版
- V-Ray (V-Ray for Houdini)
- 3Delight  (3Delight for Houdini)

廃止
- appleseed (houseed)

## バージョン履歴
| バージョン名 | リリース日     | 主な新機能                        | OSシステム               | Houdini FX版の価格 (USD) | 備考          |
| ------------ | -------------- | --------------------------------- | ------------------------ | ------------------------ | ------------- |
| Houdini 1.0  | 1996年10月2日  |                                   | IRIX                     | $ 9,500                  | SIGGRAPH 1996 |
| Houdini 2.0  | 1997年8月5日   |                                   | IRIX                     |                          |               |
| Houdini 2.5  | 1998年3月28日  | Windows NT対応                    | IRIX, Windows NT         |                          |               |
| Houdini 3.0  | 1999年10月2日  |                                   | IRIX, Windows NT         |                          |               |
| Houdini 4.0  | 2000年7月24日  | Linux対応                         | IRIX, Windows NT, Linux  | $ 17,000                 |               |
| Houdini 5.0  | 2002年3月12日  |                                   | IRIX, Windows NT, Linux  | $ 16,000                 |               |
| Houdini 5.5  | 2002年5月14日  |                                   | IRIX, Windows NT, Linux  | $ 16,000                 |               |
| Houdini 6.0  | 2003年5月8日   |                                   | IRIX, Windows NT, Linux  |                          |               |
| Houdini 6.5  | 2004年4月16日  |                                   | IRIX, Windows NT, Linux  |                          |               |
| Houdini 7.0  | 2004年9月20日  | IRIX対応の取り止め                | Windows NT, Linux        |                          |               |
| Houdini 8.0  | 2005年10月6日  |                                   | Windows NT, Linux        | $ 17,000                 |               |
| Houdini 9.0  | 2007年9月20日  | 新UI                              | Windows NT, Linux        |                          |               |
| Houdini 9.1  | 2008年1月30日  |                                   | Windows NT, Linux        |                          |               |
| Houdini 9.5  | 2008年7月17日  | OSX対応                           | Windows NT, Linux, MacOS |                          |               |
| Houdini 10.0 | 2009年4月16日  | Pyro FX                           | Windows NT, Linux, MacOS |                          |               |
| Houdini 11.0 | 2010年7月27日  | Flip Fluids                       | Windows NT, Linux, MacOS | $6,695                   |               |
| Houdini 12.0 | 2012年3月1日   | Bullet RBD                        | Windows NT, Linux, MacOS |                          |               |
| Houdini 12.1 | 2012年8月7日   |                                   | Windows NT, Linux, MacOS |                          |               |
| Houdini 12.5 | 2013年3月14日  | VDB対応、Polysoups、Wrangle Nodes | Windows NT, Linux, MacOS |                          |               |
| Houdini 13.0 | 2013年10月31日 | FEMソルバー、Packed Primitives    | Windows NT, Linux, MacOS |                          |               |
| Houdini 14.0 | 2015年1月15日  | PBD Grain Solver、Crowd Tools     | Windows NT, Linux, MacOS |                          |               |
| Houdini 15.0 | 2015年10月15日 |                                   | Windows NT, Linux, MacOS |                          |               |
| Houdini 15.5 | 2016年5月19日  |                                   | Windows NT, Linux, MacOS |                          |               |
| Houdini 16.0 | 2017年2月21日  | 新しいNetwork Editor、Node Shapes | Windows NT, Linux, MacOS | $6,995                   |               |
| Houdini 16.5 | 2017年11月7日  |                                   | Windows NT, Linux, MacOS | $6,995                   |               |
| Houdini 17.0 | 2018年10月10日 | Vellum                            | Windows NT, Linux, MacOS |                          |               |
| Houdini 17.5 | 2019年3月13日  | Procedural Dependency Graph (PDG) | Windows NT, Linux, MacOS |                          |               |
| Houdini 18.0 | 2019年11月27日 | Solaris                           | Windows NT, Linux, MacOS |                          |               |
| Houdini 18.5 | 2020年10月17日 | KineFX                            | Windows NT, Linux, MacOS |                          |               |

## 導入事例
ハリウッドでは『X-MEN2』や『エルム街の悪夢』、『特攻野郎Aチーム THE MOVIE』、『トロン: レガシー』、『カーズ2』などの映画で使用されている。
日本国内でも映画『THE LAST MESSAGE 海猿』や『SP 革命篇』、ジブリ作品『ギブリーズ』(カレーの場面での蒸気エフェクト)、大友克洋作品『スチームボーイ』などで使用されている。